# Gonzalo Marzà Trilles
Gonzalo Marzà Trilles   (Vilafamés, 10 d'abril de 1916 - Pamplona, 6 de setembre de 1996) fou un futbolista castellonenc de la dècada de 1940.
Debutà com a futbolista a Sport La Plana la temporada 1934-35 i el 1936 al Vila-real CF. Acabada la guerra ingressà al CE Castelló, on jugà una temporada, abans de fitxar pel Reial Madrid, on romangué durant tres temporades. La major part de la seva carrera la passà al Celta de Vigo, on jugà durant deu temporades, no d'elles a primera divisió. El seu darrer club fou CA Osasuna.